# العلاقات الأرمنية السعودية
لا توجد علاقة دبلوماسية رسمية بين أرمينيا والمملكة العربية السعودية. ومع ذلك، شهدت العلاقة بين البلدين ارتفاعًا ملحوظًا منذ عقد 2010، ربما بسبب المعارضة المشتركة لتزايد النفوذ التركي.

## التاريخ

### من التسعينيات إلى أوائل عقد 2010
بسبب تاريخ نزاع ناغورني قره باغ (أرتساخ)، ولا سيما حرب ناغورني قره باغ (أرتساخ) عام 1994، لا توجد علاقات رسمية بين المملكة العربية السعودية وأرمينيا حيث دعمت المملكة العربية السعودية موقف أذربيجان في قره باغ (أرتساخ). ظلت هذه القضية ثابتة حيث لا تزال السعودية حازمة في موقفها من منطقة قره باغ (أرتساخ) كجزء من أذربيجان ولم تقيم علاقات معها.

### منذ منتصف عقد 2010
ومع ذلك، ومنذ صعود ولي العهد السعودي الأمير محمد بن سلمان وزيادة العداء بين المملكة العربية السعودية وتركيا، التي لديها علاقات سيئة مع أرمينيا، فقد شهدت العلاقة السعودية وأرمينيا مستوى جديدًا من التحسن. تنظر كل من السعودية وأرمينيا إلى التوسع التركي في عهد رجب طيب أردوغان باعتباره تهديدًا لها، فقد بدأت السعودية مؤخرًا مقاطعة مناهضة لتركيا، بدأت من عام 2019 وتصاعدت منذ ذلك الحين بسبب التصريحات المعادية للسعودية من قبل الحكومة التركية؛ بينما تتركز خلافات أرمينيا مع تركيا حول الإبادة الجماعية للأرمن وتحالفها مع أذربيجان. زار سفير المملكة العربية السعودية في لبنان النصب التذكاري للإبادة الجماعية للأرمن لإظهار تضامن السعودية مع أرمينيا.
ابتداءً من سبتمبر 2018، ومع عدم إقامة علاقات رسمية بين البلدين، هنأ ولي العهد السعودي الأمير محمد بن سلمان والملك السعودي سلمان بن عبد العزيز أرمينيا بعيد استقلالها، والذي اعتُبر اختراقًا. في 26 أكتوبر 2021، وصل الرئيس الأرميني أرمين سركيسيان إلى العاصمة السعودية الرياض في زيارة وصفتها الرئاسة الأرمينية بالتاريخية وهي الأولى من نوعها لقادة البلدين. شارك الرئيس في منتدى مبادرة مستقبل الاستثمار حيث جلس بجوار ولي العهد محمد بن سلمان.
في عام 2020، عندما اندلع نزاع مرتفعات قرة باغ عام 2020، استضافت قناة العربية السعودية خطابًا خاصًا ألقاه الرئيس الأرميني ارمين سركيسيان حث فيه الرئيس الأرميني المجتمع الدولي على منع تركيا وأذربيجان من التدخل في الصراع معًا. من ناحية أخرى، امنتعت المملكة العربية السعودية عن تقديم دعم مباشر لأرمينيا، وبدلًا من ذلك حثت الطرفين (أرمينيا وأذربيجان) على حل المشكلة. يرجع ذلك إلى حد كبير إلى رؤية المملكة العربية السعودية لأذربيجان كشريك محتمل ضد إيران مع أن المملكة العربية السعودية كان لها عداء تزايد لحليف أذربيجان تركيا.

## مقارنة بين البلدين
هذه مقارنة عامة ومرجعية للدولتين:
| وجه المقارنة                                              | أرمينيا                    | السعودية      |
| --------------------------------------------------------- | -------------------------- | ------------- |
| المساحة (كم2)                                             | 29.74 ألف                  | 2.25 مليون    |
| عدد السكان (نسمة)                                         | 2.93 مليون                 | 33.00 مليون   |
| الكثافة السكانية (ن./كم²)                                 | 98.52                      | 14.67         |
| العاصمة                                                   | يريفان                     | الرياض        |
| اللغة الرسمية                                             | لغة أرمنية                 | اللغة العربية |
| العملة                                                    | درام أرميني                | ريال سعودي    |
| الناتج المحلي الإجمالي (بليون دولار)                      | 11.54 مليار                | 683.83 مليار  |
| الناتج المحلي الإجمالي (تعادل القوة الشرائية) بليون دولار | 25.41 مليار                | 1.69 تريليون  |
| الناتج المحلي الإجمالي الاسمي للفرد دولار أمريكي          | 3.49 ألف                   | 20.48 ألف     |
| الناتج المحلي الإجمالي للفرد دولار أمريكي                 | 8.07 ألف                   | 52.01 ألف     |
| مؤشر التنمية البشرية                                      | 0.743                      | 0.837         |
| رمز المكالمات الدولي                                      | +374                       | +966          |
| رمز الإنترنت                                              | .am، .հայ ‏                 | .sa           |
| المنطقة الزمنية                                           | ت ع م+04:00، توقيت أرمينيا | ت ع م+03:00   |

## منظمات دولية مشتركة
يشترك البلدان في عضوية مجموعة من المنظمات الدولية، منها:
| علم المنظمة | اسم المنظمة                               | تاريخ انضمام أرمينيا | تاريخ انضمام السعودية |
| ----------- | ----------------------------------------- | -------------------- | --------------------- |
|             | يونسكو                                    | 9 يونيو 1992         | 4 نوفمبر 1946         |
|             | البنك الدولي للإنشاء والتعمير             | 16 سبتمبر 1992       | 26 أغسطس 1957         |
|             | منظمة حظر الأسلحة الكيميائية              | ?                    | ?                     |
|             | الأمم المتحدة                             | 2 مارس 1992          | 24 أكتوبر 1945        |
|             | مؤسسة التمويل الدولية                     | 18 أبريل 1995        | 18 سبتمبر 1962        |
|             | المركز الدولي لتسوية المنازعات الاستشارية | 16 أكتوبر 1992       | 7 يونيو 1980          |
|             | وكالة ضمان الاستثمار متعدد الأطراف        | 5 ديسمبر 1995        | 12 أبريل 1988         |
|             | الاتحاد البريدي العالمي                   | ?                    | ?                     |
|             | مؤسسة التنمية الدولية                     | 25 أغسطس 1993        | 30 ديسمبر 1960        |
|             | منظمة الشرطة الجنائية الدولية             | ?                    | 13 يونيو 1956         |
|             | منظمة التجارة العالمية                    | 5 فبراير 2003        | 11 نوفمبر 2005        |
|             | الاتحاد الدولي للاتصالات                  | 30 يونيو 1992        | 7 فبراير 1949         |

## وصلات خارجية
- موقع وزارة الخارجية الأرمينية
- موقع وزارة الخارجية السعودية